# Castelo de Lavaux-Sainte-Anne
O Castelo de Lavaux-Sainte-Anne está localizado nas proximidades de Rochefort, na província de Namur, Valônia, Bélgica. Em 1450, Jean II de Berlo ordenou a construção do castelo.
Em 16 de novembro de 2002, a famosa tenista Justine Henin casou-se com Pierre-Yves Hardenne em Lavaux-Sainte-Anne.